# Metal Slug 7
Metal Slug 7 (メタルスラッグ 7) est un jeu vidéo du type run and gun développé par SNK Playmore distribué en 2008/2009 sur Nintendo DS. Un portage est édité sur PlayStation Portable quelque temps après, et est nommé Metal Slug XX (メタルスラッグ XX, prononcé Metal Slug Double X).

## Histoire
L'histoire prend place avant les évènements de Metal Slug 4. Les Peregrine Falcons et les SPARROWS sont une fois de plus appelés pour traquer le Général Morden et son armée, où ces derniers ont été récemment aperçu sur Scrap Island (une île faisant office de décharge pour les unités militaires détruites). Leur mission est de capturer le Général Morden pour l'empêcher de tenter un nouveau coup d'État contre le Gouvernement. Cependant, une fois que Morden a été vaincu, une étrange armée venue du futur vient lui apporter son aide et renforcer son armée. Maintenant, Les Peregrine Falcons et les SPARROWS doivent combattre Morden une nouvelle fois avec son armée actuelle et ainsi celle venue du futur, une bonne fois pour toutes.

## Personnages
- Marco : son arme par défaut (le pistolet en mode Normal ou Hard, le Heavy Machine Gun en Beginner) a sa puissance doublée.
- Tarma : lorsqu'il est en possession d'un Slug, la résistance et la puissance du véhicule sont doublées, la puissance de feu du Canon Vulcain est augmentée de 50 %. Il est également capable d'utiliser le Vulcan Fix permettant de tirer dans une direction en continu tout en se déplaçant.
- Fio : elle débute à chaque mission avec une Heavy Machine Gun (en mode Beginner, elle commence avec le Big Heavy Machine Gun). Le nombre de munitions des armes spéciales est augmenté de 50 %.
- Eri : elle reçoit le double de quantité de grenades quand elle commence une mission ou lorsqu'elle en récupère. Elle peut également lancer les grenades dans n'importe quelle direction.
- Ralf : il compense son manque de munitions et de grenades en doublant la puissance de ses attaques de mêlée. Il est capable d'utiliser l'attaque spéciale « Vulcan Punch » qui permet d'infliger de lourds dégâts à tous les types d'ennemis. Il peut également encaisser 2 coups avant de mourir.
- Clark : il est capable d'utiliser l'attaque « Argentina Backbreaker » contre tous les ennemis (excepté les véhicules ennemis), il est immunisé contre les attaques quand il exécute cette attaque. Exécuter cette attaque plusieurs fois de suite permet d'accumuler beaucoup de point.
- Leona (Metal Slug XX via DLC) : elle est la plus forte de tous au corps à corps grâce à son attaque « Moon Slash » qui permet de neutraliser tous les ennemis ainsi que les projectiles, néanmoins cette attaque ne rapporte pas de points. De plus, le nombre de munitions des armes spéciales et des grenades sont augmentées de 20 %, elle conserve aussi les armes spéciales récupérées lorsqu'elle meurt (sauf lorsque vous utilisez un continue), et enfin la puissance de ses armes sont aussi augmentées.

## Système de jeu
Il y a sept missions et trois niveaux de difficulté : Beginner, Normal et Hard. Metal Slug 7 utilise l'écran tactile de la DS comme une carte du niveaux, ce qui permet au joueur de repérer les bonus et les prisonniers déjà trouvé. Le « Combat School Mode » fait également son apparition, déjà apparu auparavant dans Metal Slug X.

## Nouveaux Slug
- Slug Track : chariot blindé équipé d'une tourelle à 360 degrés, il peut accumuler des chariot-canons pour augmenter sa puissance.
- Slug Armor : version améliorée du LV Armor, ses munitions sont illimitées (sauf son canon) et il est beaucoup plus rapide.
- Slug Gigant : gigantesque robot (d'où son nom) équipé d'une tourelle. On peut parer les tirs ennemis avec les bras du Slug Gigant.

## Metal Slug XX
Metal Slug XX est sorti sur PlayStation Portable le 23 décembre 2009 au Japon, le 23 février 2010 aux États-Unis et printemps 2010 en Europe. Cette réédition est dotée de contenus supplémentaires, incluant un système de jeu multijoueur en mode coopération et du contenu téléchargeable.
Le titre est disponible en téléchargement sur Xbox Live Arcade le 19 mai 2010.